# Dysdera cornipes
Dysdera cornipes är en spindelart som beskrevs av Karsch 1881. Dysdera cornipes ingår i släktet Dysdera och familjen ringögonspindlar.
Artens utbredningsområde är Libya. Inga underarter finns listade i Catalogue of Life.